# Resolutie 410 Veiligheidsraad Verenigde Naties
Resolutie 410 van de Veiligheidsraad van de Verenigde Naties werd op 15 juni 1977 aangenomen. Op China na, dat niet deelnam aan de stemming, keurden alle leden van de Raad de resolutie goed.

## Achtergrond
In 1964 brak geweld uit tussen de Griekse- en Turkse Cyprioten en stationeerden de VN de UNFICYP-vredesmacht op het eiland. Midden jaren 1970 riep Turkije de Turkse Republiek Noord-Cyprus uit nadat de spanningen weer hoog opliepen. Intussen waren de vredestroepen nog steeds aanwezig.

## Inhoud
De Veiligheidsraad:
- Maakt op uit het rapport van de Secretaris-Generaal dat de aanwezigheid van de VN-vredesmacht op Cyprus noodzakelijk blijft.
- Maakt er ook de omstandigheden op het eiland uit op.
- Merkt ook op dat de bewegingsvrijheid van de vredesmacht nog steeds beperkt is in het noorden van het eiland.
- Bemerkt het standpunt van de Secretaris-Generaal dat onderhandelingen de beste hoop geven als alle partijen van goede wil zijn en rekening houden met elkaar.
- Merkt dat de situatie wat verbeterd is.
- Bemerkt ook de noodzaak dat men zich houdt aan een akkoord dat samen met de Secretaris-Generaal bereikt werd en eerdere overeenkomsten.
- Merkt op dat de partijen het eens zijn met de Secretaris-Generaal om de vredesmacht met zes maanden te verlengen.
- Merkt op dat de Cypriotische overheid akkoord is om de vredesmacht na 15 juni te behouden.

1. Herbevestigt resolutie 186 en volgende.
2. Herbevestigt eens te meer resolutie 365 en resolutie 367 en roept op tot uitvoering ervan.
3. Dringt er bij de partijen op aan zich terughoudend op te stellen, geen handelingen te doen die onderhandelingen kunnen ondermijnen en samen te werken aan het bereiken van de doelstellingen van de Veiligheidsraad.
4. Verlengt eens te meer de VN-vredesmacht in Cyprus tot 15 december 1977.
5. Roept de betrokkenen nog eens op voluit samen te werken met de vredesmacht.
6. Vraagt de Secretaris-Generaal zijn missie voort te zetten, de Veiligheidsraad op de hoogte te houden en tegen 30 november te rapporteren over de uitvoering van deze resolutie.

## Verwante resoluties
- Resolutie 395 Veiligheidsraad Verenigde Naties
- Resolutie 401 Veiligheidsraad Verenigde Naties
- Resolutie 414 Veiligheidsraad Verenigde Naties
- Resolutie 422 Veiligheidsraad Verenigde Naties

Lijst ·  403 ·  404 ·  405 ·  406 ·  407 ·  408 ·  409 ·  410 ·  411 ·  412 ·  413 ·  414 ·  415 ·  416 ·  417 ·  418 ·  419 ·  420 ·  421 ·  422